# テルダーミス
テルダーミス（テルダーミス®）は真皮欠損用グラフトと呼ばれ、テルモ社より発売されており、粘膜欠損の修復等に用いる。
もともとは形成外科領域において開発されたものである。

## 形状・原理
基本的に上層と下層に分かれ、上層がシリコーン、下層が若齢ウシの真皮由来コラーゲンから成っている。
下層を創部にあてがい、母床からの細胞侵入で真皮様組織を再生していく。上層に存在するシリコーンは滲出液など水分透過性の調整と感染の防止を目的としている。下層のみのものや、上層がメッシュタイプになっているもの、ドレーン孔を備えたものなどがある。
開放創部に設置すると、下層において歯肉結合組織由来の線維芽細胞を取り込むことにより幼若肉芽となり、その上部で上皮下が進んでいく。その後、テルダーミス自体は組織と置換していき、吸収されていく。

## 適応
- 遊離歯肉移植術
- 付着歯肉増大術
- 角化歯肉根尖側移動術
- 抜歯創

様々な症例での適応が考えられる。特に歯周外科処置時に生じる粘膜欠損などに対して有効であると思われる。しかし、操作性の面で難があり、外科処置の初級者ではうまく周囲組織との結紮縫合が難しい。メッシュタイプなども存在するが、もともと歯周外科がテクニックセンシティブであり、手術の成功率は術者の技量も大きくかかわると思われる。
また口腔外科領域において、腫瘍切除術後や口蓋形成術などにも用いられ有効性が確認されている。